# Passerelle Mimram
La passerelle Mimram ou des Deux-Rives est une passerelle pour piétons et cyclistes qui relie les deux parties du jardin des Deux Rives situées de chaque côté du Rhin, entre la ville française de Strasbourg et la ville allemande de Kehl. 
Elle doit son nom à Marc Mimram, un architecte parisien ayant conçu d'autres ponts en France. Cette passerelle est considérée comme une œuvre d'art moderne et contemporain. Réservée aux piétons et aux cyclistes, elle permet également un accès aux handicapés (la disposition rend la passerelle très praticable pour ces derniers). De type pont à haubans, elle est composée de deux tabliers reliés en son centre par une  plateforme qui offre un point de vue inédit sur le Rhin.
La passerelle est l'élément central du jardin des Deux Rives (en allemand Garten der zwei Ufer), et est destinée à marquer la force des échanges franco-allemands.
Lors du sommet de l'OTAN de 2009 qui se tenait à Strasbourg et à Kehl, les chefs d'État emmenés par la chancelière allemande Angela Merkel se retrouvèrent le 4 avril au milieu de la passerelle où les attendait Nicolas Sarkozy arrivé lui du côté français. Une photo officielle fut réalisée sur le pont et cette passerelle figurait en stylisé sur le logo du sommet. 

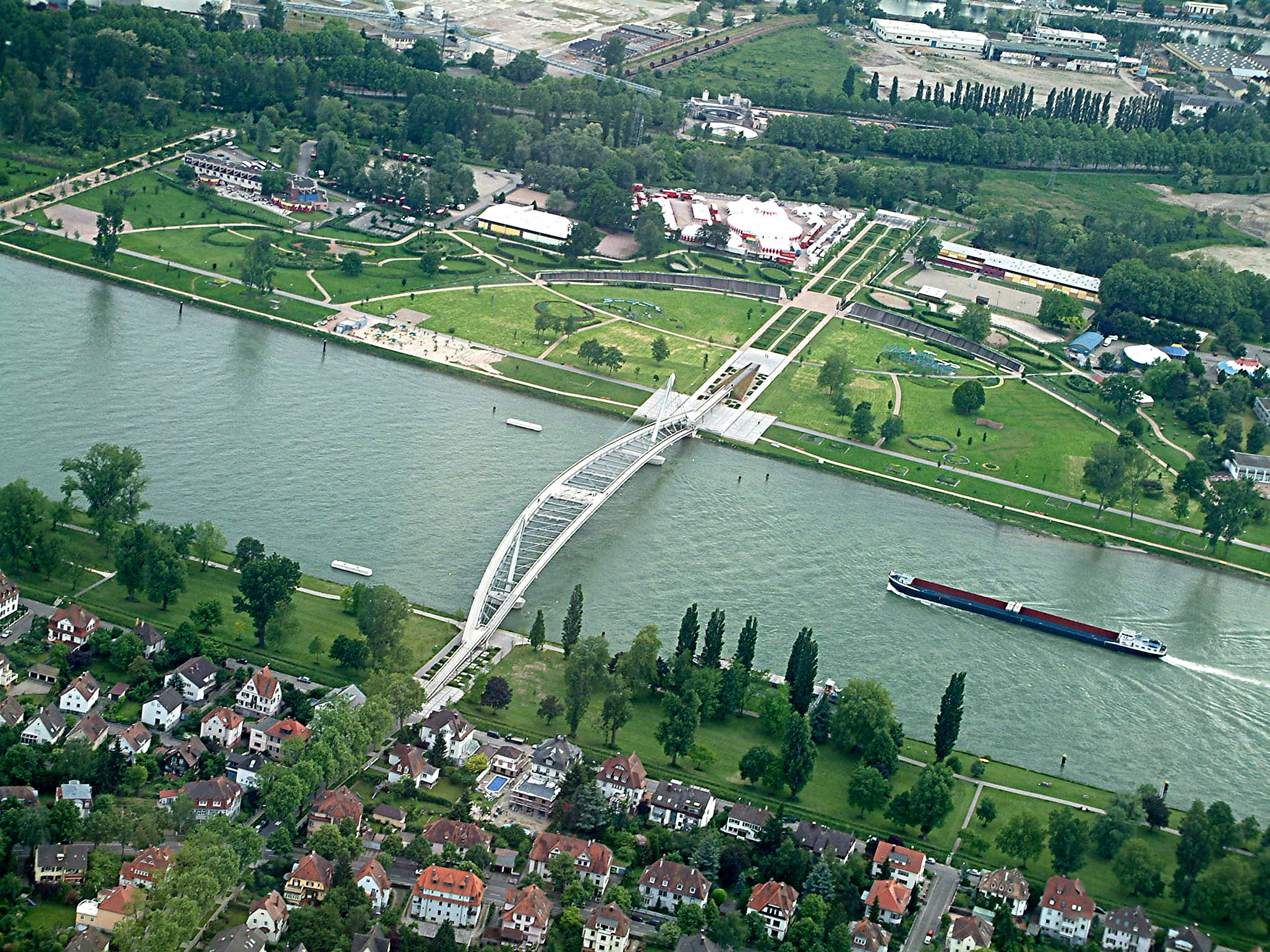
Vue aérienne depuis Kehl.
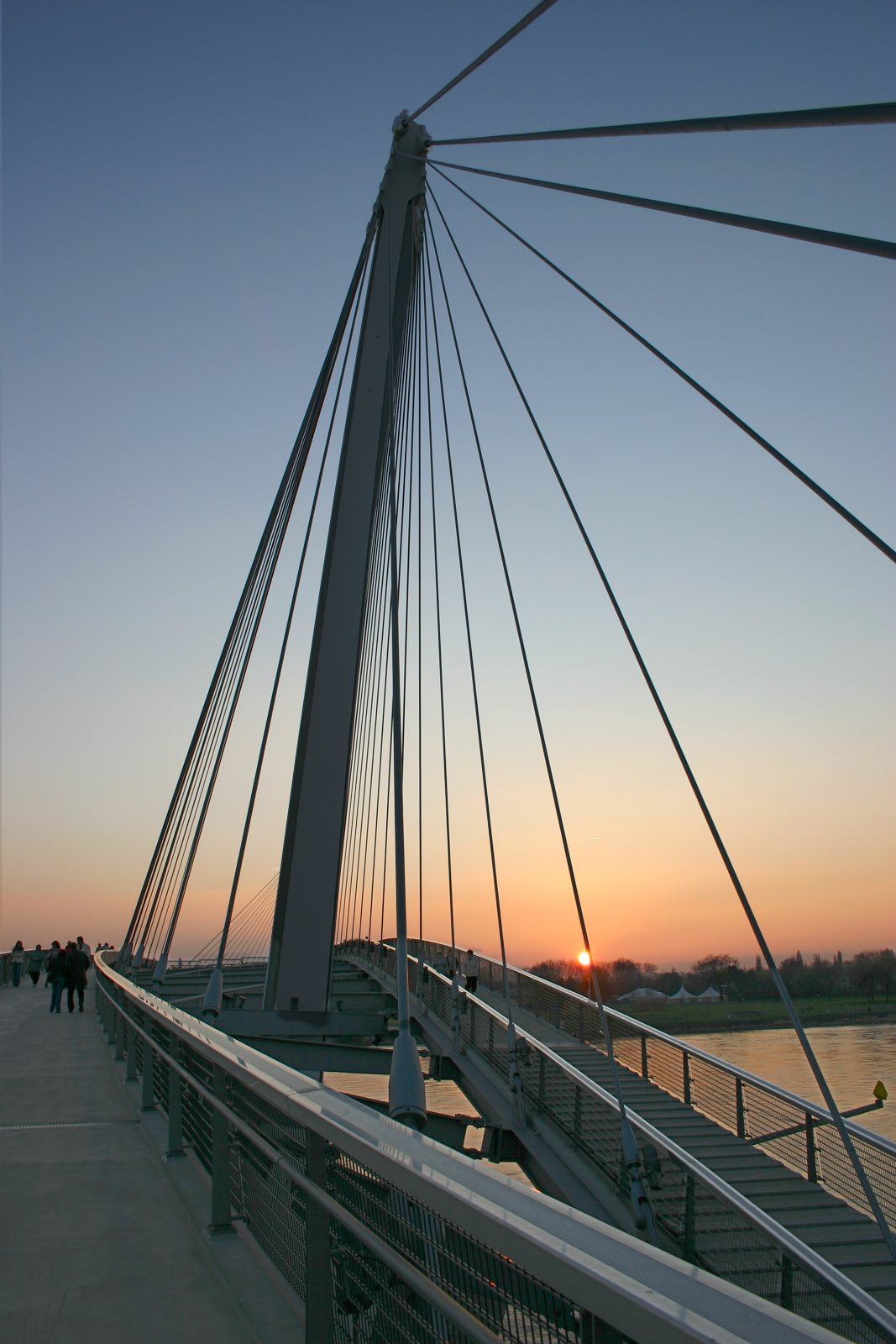
La passerelle le soir
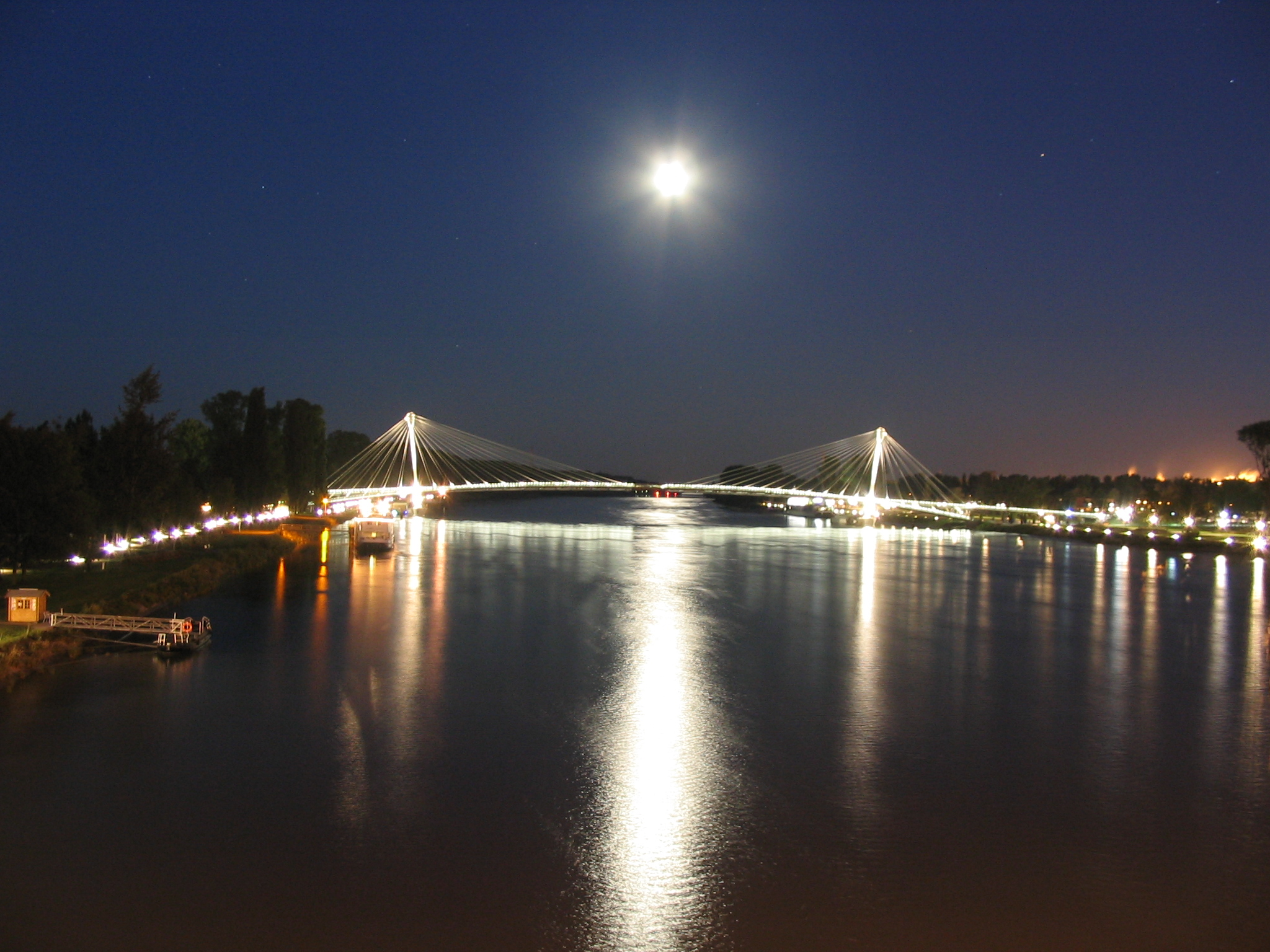
La passerelle Mimram de nuit
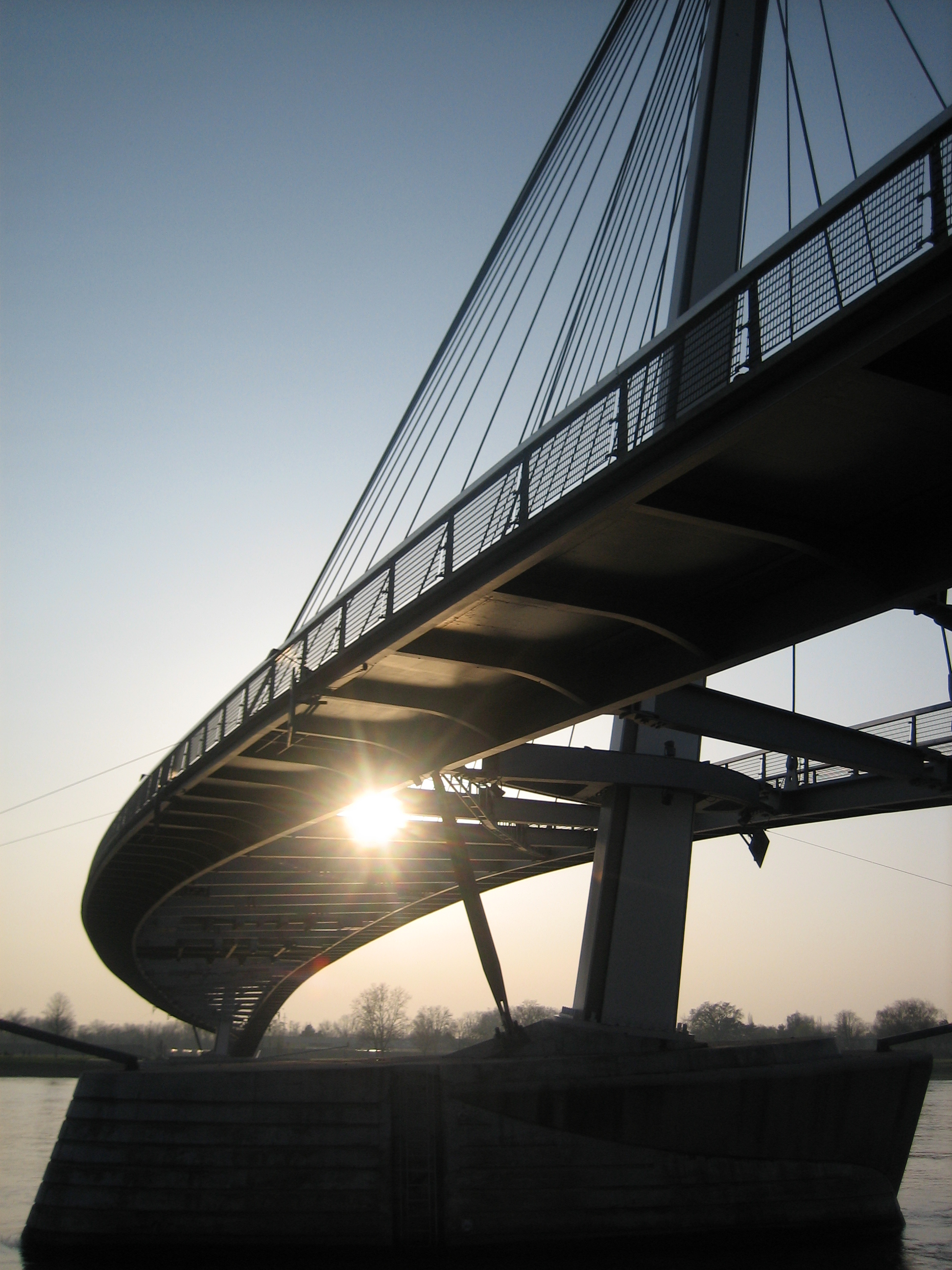
Passerelle vue de Kehl
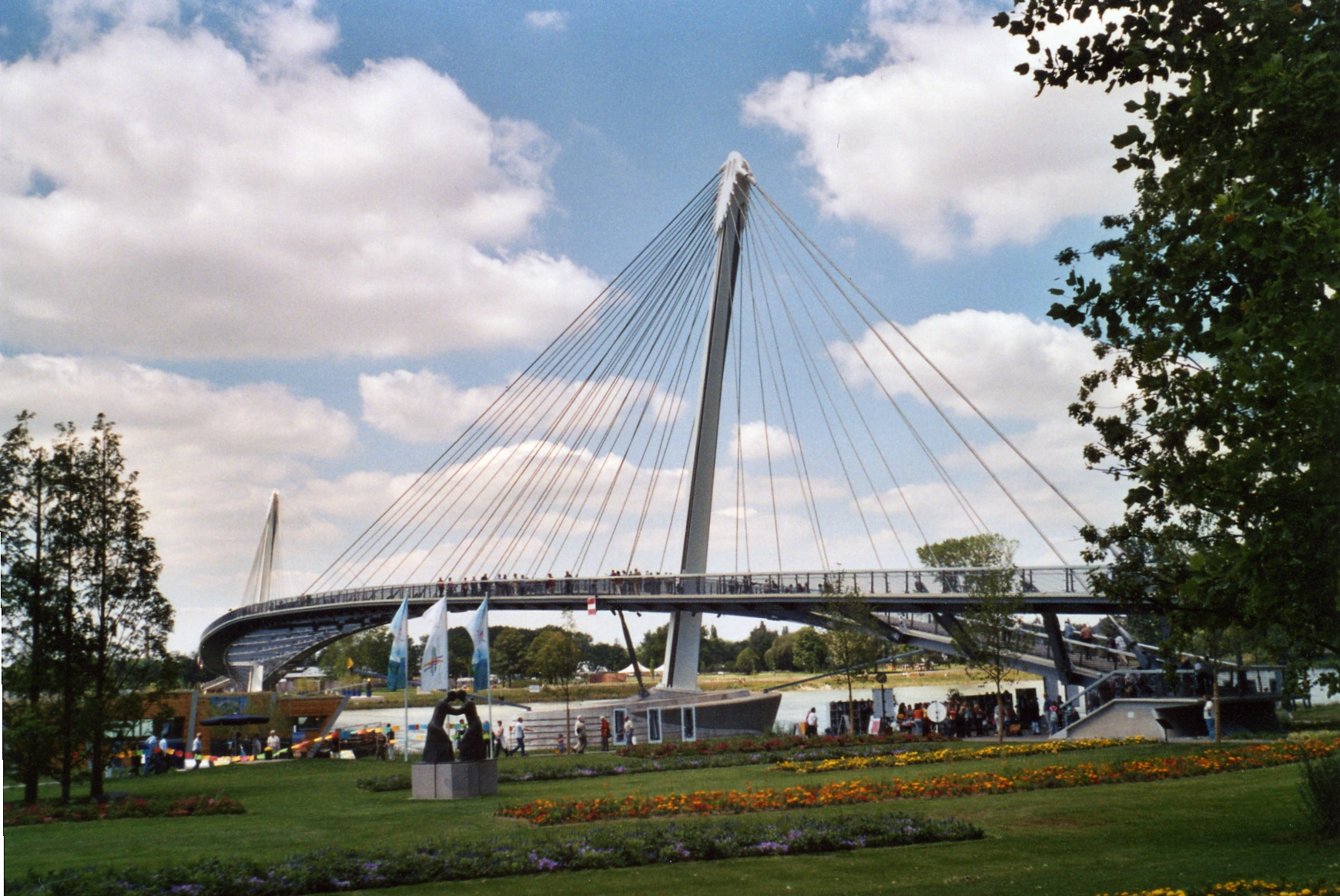
La passerelle vue de Strasbourg pendant les floralies 2004
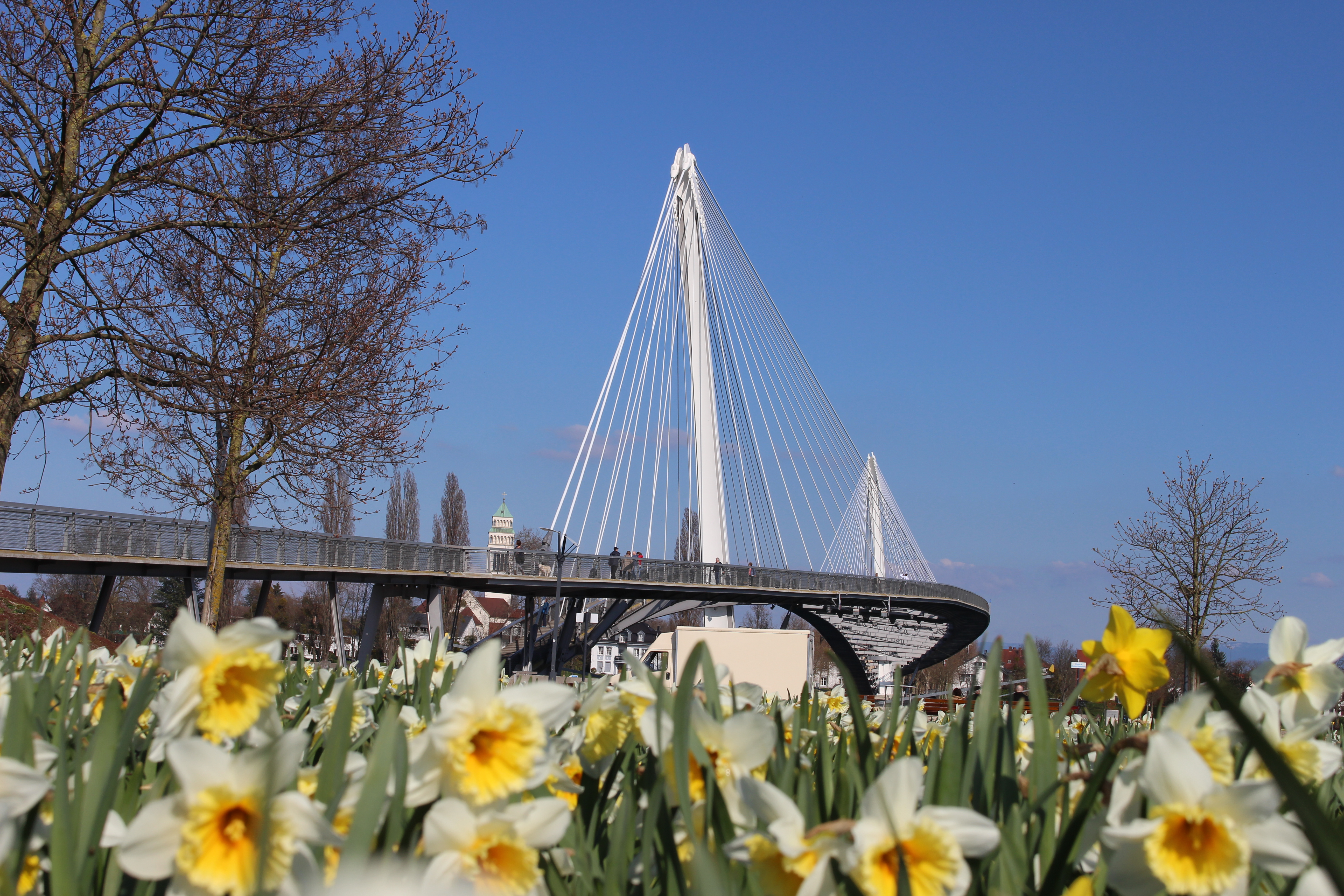
La passerelle au Printemps.